# 王沢錦
王沢錦（おう たくきん、王泽锦、1999年2月8日 - ）は、中国の囲碁棋士。福建省泉州市出身、中国囲棋協会所属、六段。呉清源杯中国囲棋新秀争覇戦準優勝、グロービス杯世界囲碁U-20準優勝など。

## 経歴
2005年に囲碁を覚え、その後北京囲棋道場で学ぶ。2012年初段、泉州では最年少でプロ棋士となった。2013年世界青少年囲碁選手権大会青年組優勝、二段。2014年、建橋杯新人王戦ベスト8、三段。2015年天元戦ベスト8、Mlily夢百合杯ベスト16、利民杯ベスト8、四段。2016年五段。2017年呉清源杯中国囲棋新秀争覇戦準優勝。2018年六段。2019年グロービス杯準優勝。
2014年から甲級リーグ出場。中国囲碁棋士ランキングでは、2019年38位

### 主な棋歴
- Mlily夢百合杯世界囲碁オープン戦 2015年ベスト16
- グロービス杯世界囲碁U-20 2019年準優勝
- 呉清源杯中国囲棋新秀争覇戦 2017年準優勝
- 全国囲棋個人戦 2017年3位
- 中国囲棋甲級リーグ戦
  - 2014年（遼寧覚華島）1-4
  - 2015年乙級（河南亚太）
  - 2016年（珠海万山）7-9
  - 2017年（珠海万山）6-10
  - 2018年（天津四建）13-13
  - 2019年（加加食品天津）7-8
  - 2020年（加加食品天津）